# Para iz buduchtchego
Pour plus de détails, voir Fiche technique et Distribution.
Para iz buduchtchego (Пара из будущего) est un film russe réalisé par Alexeï Nujny, sorti en 2021,.

## Synopsis
En 2040, Jenia  et Sacha qui sont mariés depuis vingt ans veulent divorcer mais ne le peuvent pas car cela est trop cher. Ils sont alors renvoyés dans le passé, le jour-même où Jenia a fait sa demande en mariage à Sacha.

## Fiche technique
Sauf indication contraire, les informations mentionnées dans cette section peuvent être confirmées par la base de données cinématographiques IMDb,  présente dans la section « Liens externes ».
- Titre original : Пара из будущего
- Réalisation : Alexeï Nujny
- Photographie : Youri Korobeïnikov
- Musique : Kirill Borodulev, Evgeni Barkhatov
- Décors : Margarita Ablaieva, Viktoriia Efimova-Chestakovskaia
- Montage : Avet Oganesian
- Durée : 104 minutes
- Date de sortie :
  - Russie :  4 mars 2021

## Distribution
- Sergueï Bourounov (ru) : Jenia en 2040
  - Denis Paramonov : Jenia en 2020
- Maria Aronova (ru) : Sacha en 2040
  - Daria Konyjeva : Sacha en 2020
- Igor Tsaregorodtsev : Oleg
- Georgiy Tokaev : Ivan
- Mikhail Orlov : oncle Igor
- Irina Gorbatcheva : Iri
- Yanina Romanova : mère de Sacha
- Alexeï Simonov : père de Sacha

## Distinctions

### Récompense
- 20e cérémonie des Aigles d'or : meilleure actrice pour Maria Aronova

### Nomination
- 20e cérémonie des Aigles d'or : meilleure actrice dans un second rôle pour Daria Konyjeva